# Lenny Dee (dj)

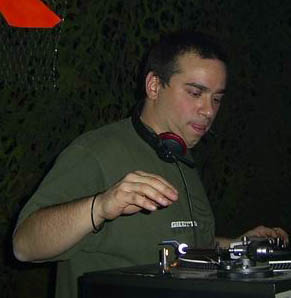
Lenny Dee in 2002 in Augsburg.

Lenny Dee (pseudoniem van Leonardo DiDesiderio) is een hardcore dj uit New York en oprichter en eigenaar van Industrial Strength Records.

## Loopbaan
In 1984 begon Dee als dj in een roller disco in Brooklyn NYC op 17-jarige leeftijd. Later begon hij als een van de eerste in de Verenigde Staten disco en house te draaien. In Europa maakte hij kennis met hardcore en richtte in 1991 zijn eigen platenlabel Industrial Strength op.